# Frantz Bülow
 Der er flere personer med dette navn, se Frantz Christopher von Bülow.
Frantz Christopher (von) Bülow (25. februar 1769 på Låge, Sindbjerg Sogn – 12. marts 1844 i København) var en dansk officer og hofmand.

## Karriere
Hans forældre var kaptajn, senere toldinspektør i Assens Christian Frederik Bülow (1736-1804) og Barbara Wittrup Høeg (1736-1807, gift 1. gang 1764 med ritmester Frantz Thestrup, 1733-1767). Bülow fik sin første opdragelse i hjemmet, senere hos professor J.C. Pingel i Odense, og var først bestemt til page hos dronning Juliane Marie; han kom dog 1781 på Landkadetakademiet som kostkadet, blev sekondløjtnant 1788 og året efter ansat ved Danske Livregiment, forsat samme år til 2. sjællandske bataljon let infanteri, premierløjtnant 1792, kaptajn 1801, forsat til Kronprinsens Regiment 1803, major 1805 og året efter stillet à la suite i armeen. I virkeligheden havde allerede længe i forvejen hans tjeneste i geleddet kun været nominel. 1791 var han nemlig blevet udset til at forrette adjudanttjeneste under eksercertiderne hos den jævnaldrende kronprins Frederik, og dennes yndest vandt han ved disse øvelser i den grad, at han fra 1796 knyttedes fast til prinsen som virkelig adjudant, 1801 som tjenstgjørende generaladjudant og fra 1803, efter at kronprinsen havde overtaget hele den militære styrelse, med udstrakt myndighed tillige stilledes i spidsen for det såkaldte Generalkommandokontor, senere benævnt Generalstabens Bureau. 1808 blev han chef for den nyoprettede Generaladjudantstab, oberst og kammerherre, 1809 generalmajor og Ridder af Dannebrog, 1811 Dannebrogsmand og Kommandør og 1814 Storkors af Dannebrog; 1822 fik han ekspektancebrev for sig og ægte mandlige descendenter på det først vakant blivende lensgods i hertugdømmet Lauenburg; 1828 blev han generalløjtnant. Med de stadig beklædte poster som chef for Generaladjudantstaben og Generalstabens Bureau forbandt han stillingen som ordensceremonimester, ordensskatmester, ordensmarskal henholdsvis fra 1826, 1828, 1832, som fungerende generalkvartermester fra 1829, som chef for Den kongelige militære Højskole fra 1830, indtil han 1839 ved Frederik VI's død afskedigedes som general.

## Kongens favorit
Der indeholdes i disse tørre data noget mere end den blotte meddelelse om en af sin konge højt begunstiget undersåt. Linjerne er tillige dragne om et på sin vis enestående levnedsløb, så vist som der næppe er nogen her hjemme, der i henved et halvt århundrede fra yngling til olding, fra løjtnant til general, som ven og rådgiver har været knyttet så nøje til en fyrste, som Bülow til Frederik VI. Men lys og skygge er blevet noget ulige fordelt i dette lange tidsrum, og en karakteristik af Bülows virksomhed kan ikke gives under ét. Indtil 1807 må
han vistnok siges at være sin fremskudte plads fuldt voksen. Statelig af ydre, vindende af væsen, elskværdig og velvillig af karakter var han som selvskrevet til adjudant, og næppe kunne kronprinsen i den rastløse og omfattende organisatoriske virksomhed, som han udfoldede i århundredets første fredelige år, have fundet en mere ihærdig og duelig medhjælper.

## Napoleonskrigene
Men de følgende år indtil Napoleons fald blev uheldsvangre for Bülows som for hans kongelige herres prestige. En stor, i flere henseender fortrinlig hær stod samlet under kongen som overgeneral med Bülow som generalstabschef, men dens hovedstyrke forblev uvirksom på Sjælland 1808-09, da der på en næsten mirakuløs måde åbnedes udsigt for Danmark til at genvinde de siden 1658 tabte danske lande øst for Øresund, og et lignende skuespil gentog sig på Fyn 1813-14, da det gjaldt om at føre et afgørende slag for Norges bevarelse mod den i hertugdømmerne fremtrængende Carl Johan. I nationen opvakte dette forhold, som man tilskrev kongens militære rådgiveres uduelighed, stor harme, og "de røde Fjer" blev i lange tider det spottende øgenavn for den danske generalstab. Endnu tydeligere adresseret er Frederik af Hessens skarpe udtalelse i brev til kongen ved udgangen af 1813: "Gud forlade den, der har raadet Deres Majestæt til at gaa bag Lille Bælt; han har opofret sit Fødeland, Armeen og Deres Majestæts Sikkerhed." At lade ansvaret således udelukkende tynge på Bülow er selvfølgelig en uretfærdighed, da det var kongen, der kommanderede, men Bülow kan ikke, henset til den stilling, han beklædte, frikendes for at have væsentlig lod og del i en krigsplan, der i disse bevægede år ingen sinde for alvor bragte hæren i berøring med fjenden.

## I spidsen for hoffet og militæret
Da de politiske bølgeslag, der så stærkt havde rystet det danske statsskib i dets fuger, 1815 var stillede af, genvandt Bülow sin tidligere ligevægt. Uden nogen sinde at være medlem af Gehejmestatsrådet opnåede han efterhånden på alle områder, måske med undtagelse af de rent finansielle, en aldeles overvejende indflydelse. Til ham som generaladjudant henvendte sig enhver, der ønskede foretræde hos kongen, gunst eller gave; Landetaten blev mere og mere hans udelukkende domæne; i Søetaten havde han det afgørende referat; i alle intimere indre og ydre politiske anliggender tog kongen ham med på råd. Han var hoffets grandseigneur, præsiderede ved taffelet og førte konversationen an, – en fremmed måtte tro, at han var kongen. Mere end besynderligt under sådanne vilkår ville det være, om menneskelig svaghed ikke skulle have gjort sig gældende hos Bülow, og som han og kongen ældedes, gik vel heller ikke alt, som det burde, men det er dog småting, der ikke ville kunne rokke hans eftermæle som en sin konge lige til det sidste hengiven og ualmindelig trofast tjener. En smuk, næsten rørende bekræftelse herpå lod Christian VIII give ved Frederik VI's ligfærd i Roskilde, hvor den gamle general, hvis magt nu var borte, og for hvem ingen hofmand mere bøjede ryg, personlig kommanderede de æressalver, der af Livgarden til Fods blev afgivet over den afdøde.
Han blev gift 4. april 1803 med baronesse Sophie Eleonore (Nelly) Selby (22. september 1785 i København – 9. februar 1842 sammesteds), datter af agent, senere baron, kammerherre, generalkrigskommissær Charles August (eller Joseph) Selby og hustru.
Han er begravet på Garnisons Kirkegård.
Der findes er portrætmaleri på Gavnø. Blyantstegning af G.L. Lahde 1809 (Frederiksborgmuseet). Portrætteret på Senns manøvrebillede 1809 og på Niels Simonsens maleri af Revuen ved Eremitagen 1830. Miniaturer bl.a. på Steensgård og af Liepmann Fraenckel i familieeje. Litografi af David Monies efter egen tegning. Ufuldendt portrætstik af G.L. Lahde 1830.